# 薩帕利亞爾

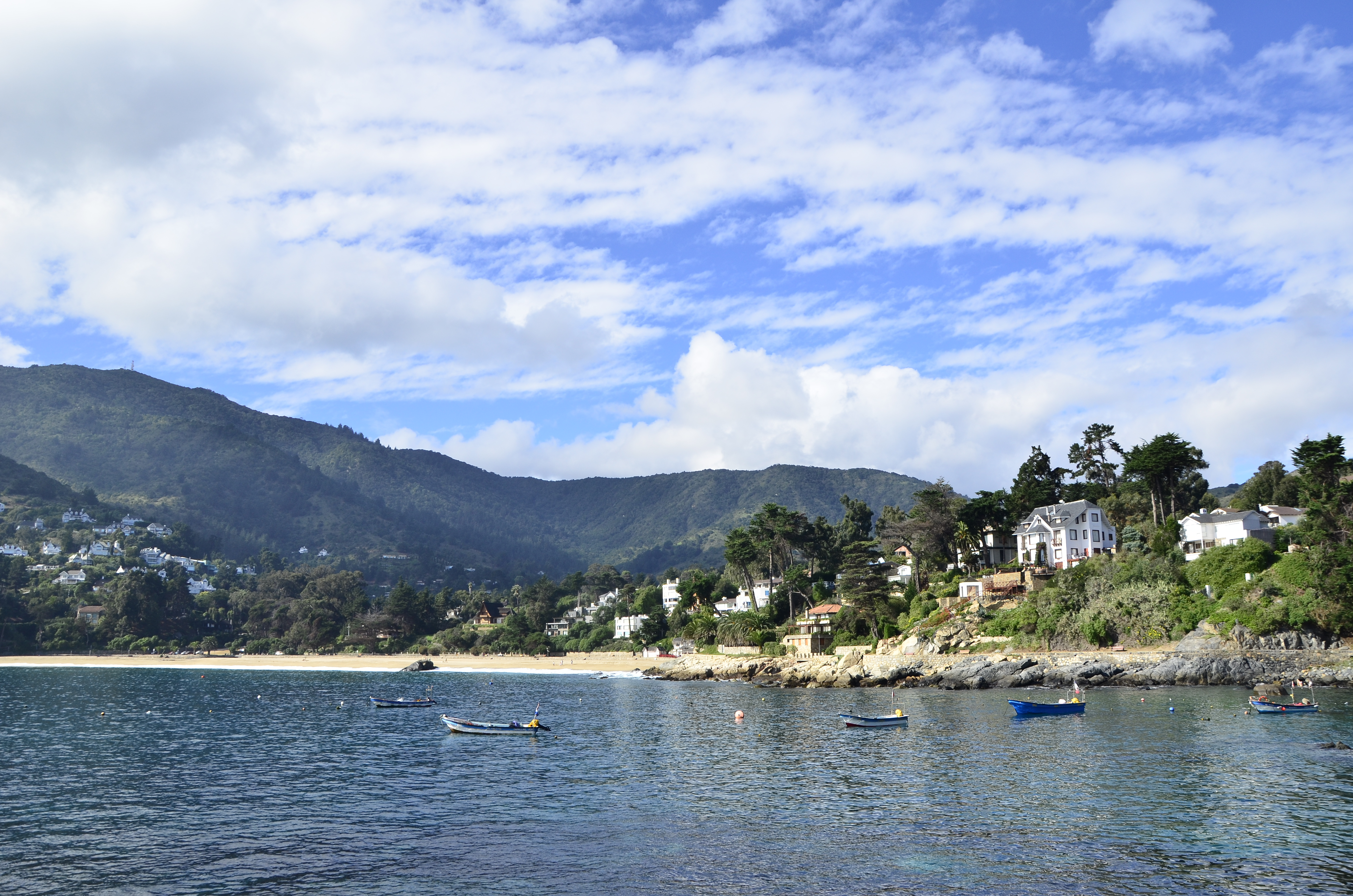
Zapallar, Chile.

薩帕利亞爾是智利的城鎮，位於該國中部，由瓦爾帕萊索大區負責管轄，也是佩托爾卡省的首府，面積288平方公里，2002年人口5,659，人口密度每平方公里19.6人。

## 外部連結
- （西班牙文） Municipality of Zapallar （页面存档备份，存于）